# Pukovniku nema ko da piše
Pukovniku nema ko da piše (šp. El coronel no tiene quien le escriba) drugo je delo kolumbijskog pisca i dobitnika Nobelove nagrade za književnost Gabrijela Garsije Markesa. Delo je završeno 1957, a objavljeno 1961. godine.

Markes je ovu knjigu smatrao svojim najboljim delom, pa je jednom prilikom izjavio kako je morao da napiše roman Sto godina samoće kako bi ljudi, posle takvog dela, morali dublje da se zainteresuju za njegov rad i otkriju novelu Pukovniku nema ko da piše.

Ovo delo je pisano između 1956. i 1957. godine u Parizu.

## Radnja
Knjiga se bavi sudbinom siromašnog i penzionisanog pukovnika koji se svakodnevno nada da će mu stići rešenje o penziji koje mu je obećano 15 godina ranije. Pukovnik živi sa svojom ženom u jednom malom kolumbijskom selu koje je pod vojnim rukovodstvom, kao i cela država. Delo se bavi egzistencijalnim problemima Južne Amerike, prvenstveno Kolumbije. Sama knjiga počinje jednim događajem koji dobro oslikava egzistencijalne prilike u tadašnjoj Kolumbiji. Naime, pukovnik se sprema za sahranu jednog poznatog gradskog muzičara koji je prvi čovek, posle dugog niza godina, koji umire prirodnom smrću. Radnja je smeštena u vreme kolumbijskog civilnog rata, tačnije perioda u kolumbijskoj istoriji poznatog kao La Violencia (1948-1958).

## Književni značaj i kritika
Za razliku od ostalih Markesovih dela, ovo delo ne spada u žanr magijskog realizma po kojem je ovaj pisac poznat.

Imena glavnih likova u delu nisu navedena, jer je pisac na taj način hteo da pokaže koliko je pojedinac, u tom periodu u Kolumbiji, nebitan. Pukovnik i njegova žena, koji su izgubili sina u vreme političke represije, bore se sa siromaštvom. Korupcija lokalnih i državnih vlasti u tom periodu je očigledna i Markes, upravo kroz ovo delo, istražuje i objašnjava tadašnje prilike, često se osvrćući na cenzuru i uticaj vlasti na stanovništvo, koji su tada bili na istorijskom maksimumu. Pukovnik očajnički pokušava da proda vredne stvari koje su ostale iza njegovog sina kako bi prehranio sebe i svoju suprugu. Međutim, jedina stvar koja je u kući ostala kao uspomena i uopšte trag postojanja pukovnikovog sina, jeste petao kojeg pukovnik hrani, održava i trenira za borbe petlova na kojima se u tom periodu kolumbijske istorije mogao zaraditi veliki novac.

U svojim memoarima, Markes priznaje da je као inspiracijа za lik pukovnika poslužio njegov deda, koji je isto tako bio pukovnik i nikada nije dobio obećanu penziju. Takođe, postoji tvrdnja da je Markes temu siromaštva i nezaposlenosti uzeo iz svog života i to baš iz godina kada je novela pisana, tj. godina kada je on, usled gašenja novina za koje je pisao, bio nezaposlen. Markes je uvek govorio da iz svakodnevnog života na papir izvlači sudbine ljudi koje sreće.

## Adaptacije
Meksički reditelj Arturo Ripstejn 1999. godine snima film zasnovan na ovom delu, a ulogu pukovnika tumači poznati meksički glumac Fernando Luhan.

## Zanimljivosti
- Restoran/klub u Rigi Pulkvedim Neviens Neraksta dobio je ime po ovom delu, odnosno po letonskom prevodu naslova dela. Jedan bar u Torontu takođe nosi isto to ime.
- Ruski bend Bi-2 komponovao je pesmu pod nazivom Полковнику никто не пишет. Ova pesma bila je veliki hit u zemljama Istočne Evrope.